# Syrphidae
Los sírfidos (Syrphidae) son una familia de dípteros braquíceros cuyos adultos liban el néctar de las flores adoptando el aspecto de himenópteros como las abejas y las avispas, con las que se confunden fácilmente.

## Morfología
El tamaño es muy variado, con especies que miden pocos milímetros y algunas muy grandes. Predominan colores pardos, anaranjados o amarillos, casi siempre con bandas bien marcadas sobre el abdomen.
Han sido descritos unos 200 géneros y alrededor de 5400 especies. Son muy frecuentes sobre las flores, de las que se alimentan como adultos, consumiendo principalmente néctar, pero también polen, con lo que son importantes agentes de polinización zoófila. El aspecto de los adultos es mimético del de ciertas abejas y avispas que frecuentan los mismos ambientes, con las que deben ser confundidas por los depredadores en un ejemplo notable de mimetismo batesiano.
Los sírfidos comparten el rasgo anterior con los bombílidos, otra familia de dípteros. Sin llegar a superar a estos últimos, demuestran una extraordinaria capacidad para el control del vuelo, siendo capaces no solo de suspenderse inmóviles en el aire, sino de avanzar en cualquier dirección sin girar el cuerpo. Su nombre en inglés se traduce como «moscas cernidoras» o «moscas cernícalo» (hover flies), aludiendo a esa habilidad. En español se usa frecuentemente la traducción del término flower flies como «moscas de las flores».

## Identificación

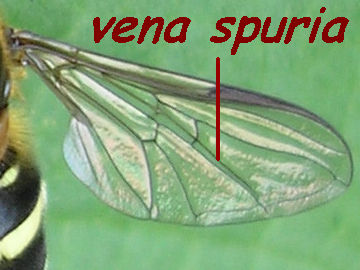
Vena espuria

Para distinguir un sírfido de un himenóptero hay que fijarse en las antenas, muy breves como en otras moscas, y en los ojos, más grandes que los de las avispas y abejas, sobre todo en los machos, donde tienden a juntarse en la parte dorsal de la cabeza. Además como todos los dípteros, solo portan dos alas funcionales, convertidas las otras dos en balancines, pero este rasgo no siempre es fácil de verificar, porque los himenópteros posados suelen llevar sus alas acopladas. Algunos sírfidos, como los del género Volucella, tienen el cuerpo cubierto de pelo, mientras otros, como los de los géneros Eristalis, Melanostoma o Sphaerophoria, son básicamente lampiños.
Una característica muy importante de todos los sírfidos es la venación de las alas, con una vena que no está presente en otros dípteros, la llamada vena espuria.

## Ciclo biológico

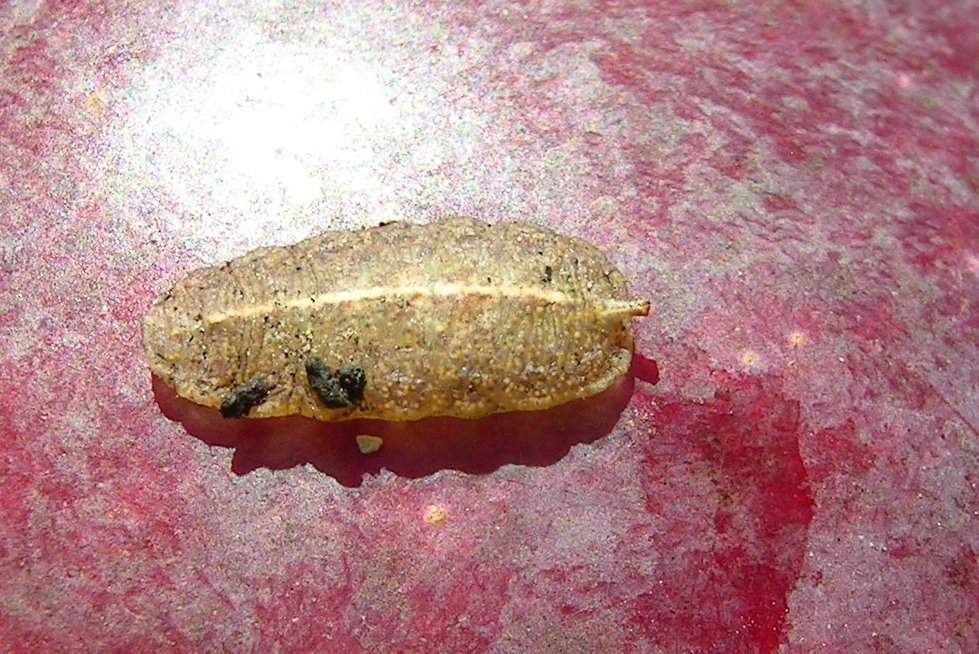
Larva de sírfido

Las larvas de los sírfidos carecen de patas y de cápsula cefálica (larva ápoda, acéfala). Tienen una ecología muy diferente de la de los adultos y enormemente variada. En muchos casos son habitantes de sustratos empapados, donde se alimentan de residuos orgánicos u hongos.
Las larvas que viven sumergidas en el agua suelen tener un tubo o esnórquel en el extremo posterior que les permite respirar fuera del agua, son las llamadas gusanos cola de rata. Otras son depredadoras de pulgones y otros pequeños animales, a los que cazan sobre la vegetación. 
Muchas especies de Allograpta, Baccha, Melanostoma, Paragus, Pipiza, Scaeva, Syrphus, Eupeodes y Sphaerophoria son importantes depredadores de pulgones; las larvas de Baccha, Pipiza, Scaeva, Syrphus y Eupeodes se alimentan de insectos escamas.
Las de la subfamilia Microdontinae mantienen una relación simbiótica con hormigas, y aún existen otros modos especializados de vida en hábitats diversos.

## Sírfidos y agricultura
Algunas especies, especialmente en la subfamilia Syrphinae, han sido empleadas en el control biológico de plagas, por ejemplo de pulgones que pueden llegar a causar pérdidas económicas multimillonarias.
Los adultos de algunas especies son polinizadores importantes, visitan las flores para alimentarse de néctar y también de polen, especialmente las hembras (sinovigénicas) que necesitan las proteínas del polen para la maduración de los ovarios y la producción de los huevos.

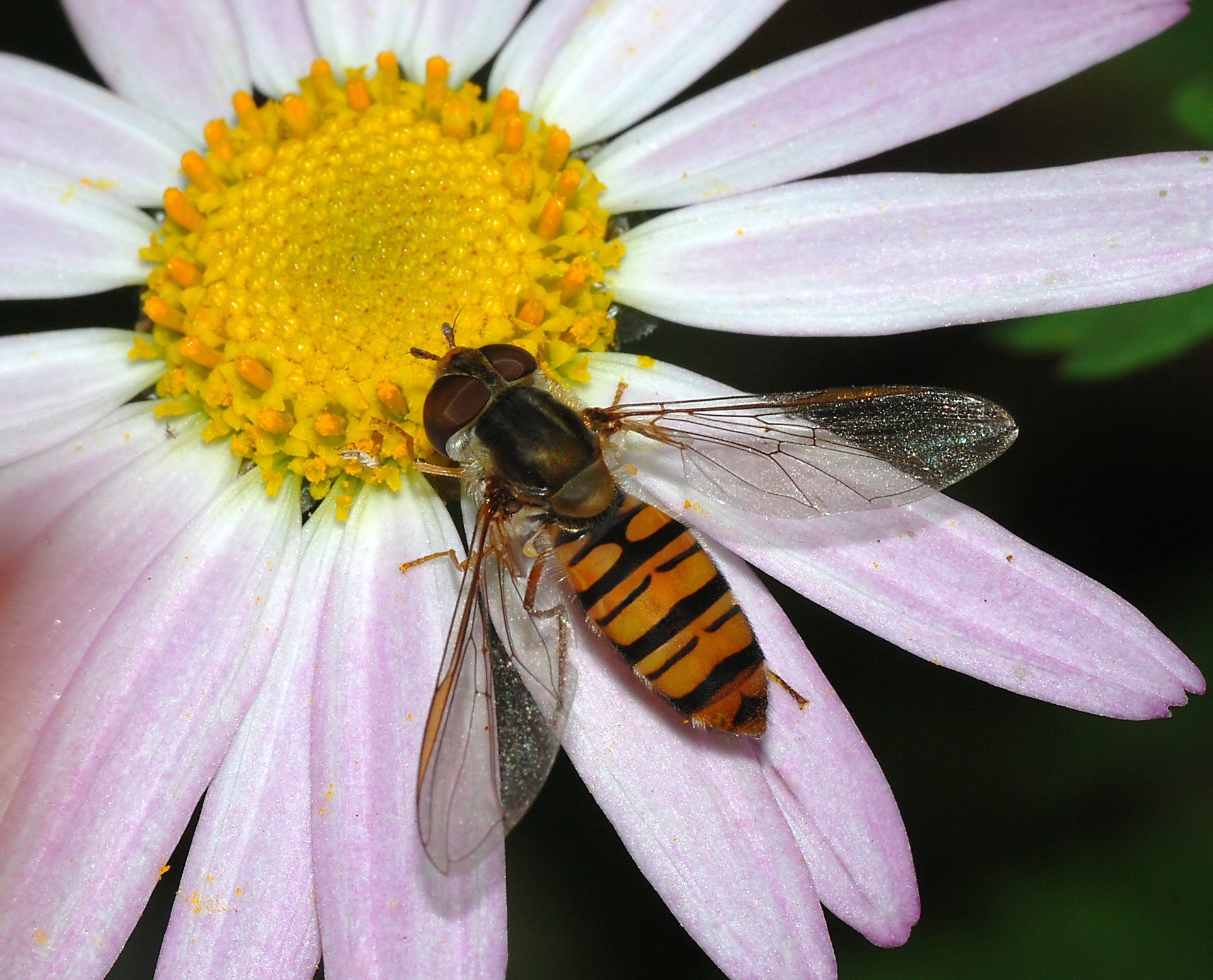
Episyrphus balteatus en una flor

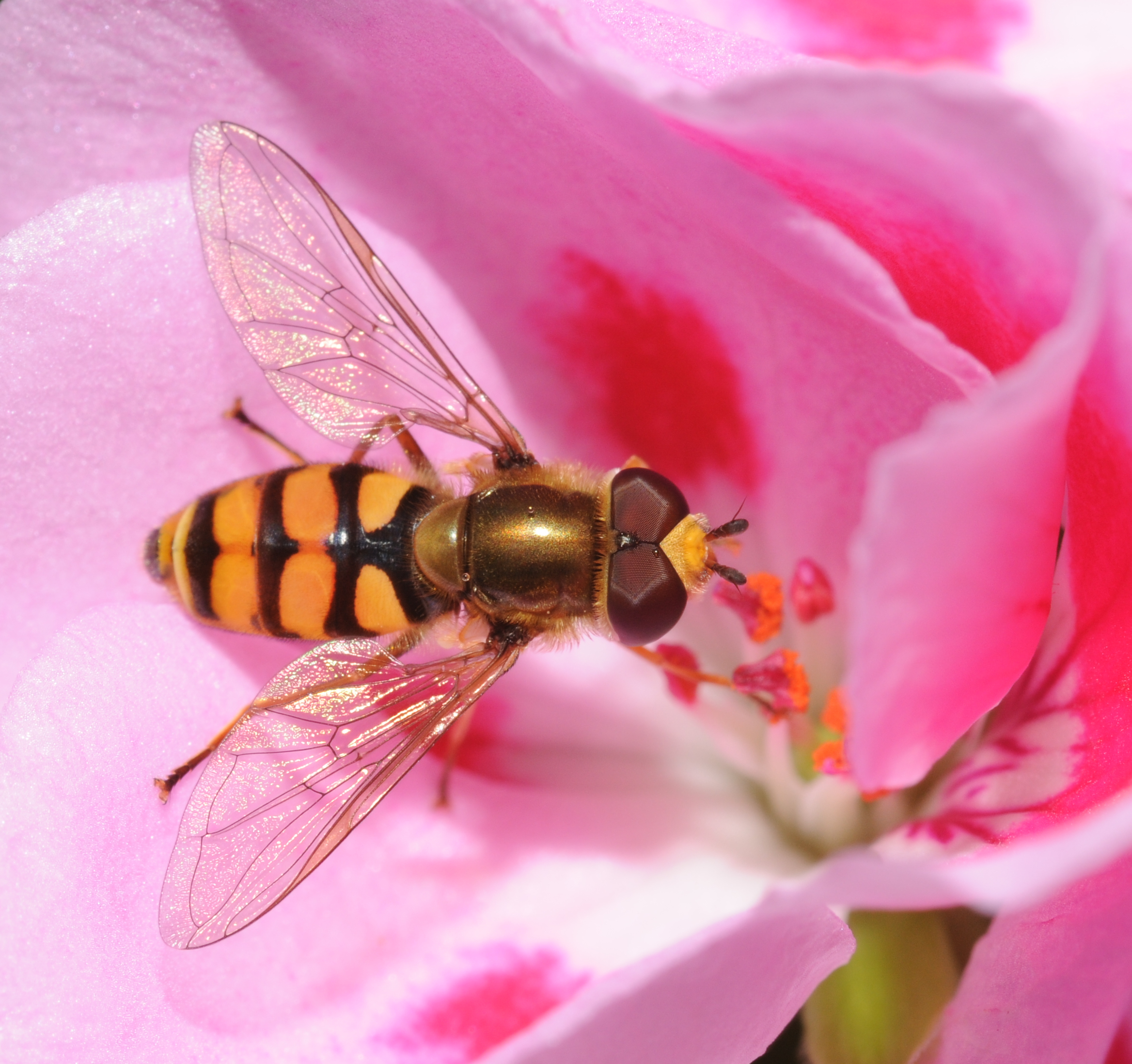
Eupeodes corollae

## Polinización
Los sírfidos adultos son importantes polinizadores en una amplia variedad de ecosistemas de todo el mundo. Estos insectos son frecuentes visitantes de flores, tanto de plantas silvestres como de especies cultivadas. Se les considera como los polinizadores más importantes después de las abejas, aunque esta función no se ha estudiado tan a fondo como en las abejas. Su menor grado de pilosidad corporal hace que no sean polinizadores tan eficientes como abejorros y abejas. Sin embargo, compensan este hecho con una gran frecuencia de visitas a las flores debido a gran abundancia en muchos ecosistemas.
Al igual que otros tipos de polinizadores, algunas especies son generalistas y otras tienen distintos grados de especialización. Algunos sírfidos polinizan una sola especie. Se cree que Cheilosia albitarsis solamente visita las flores de Ranunculus repens.
Las preferencias por el tipo de flores varía según las especies, pero en general muestran preferencia por flores de colores blancos y o amarillos. Las señales no visuales de las flores, por ejemplo las olfatorias, ayudan a estas moscas a encontrar las flores, especialmente las que no son amarillas. La mayoría de las especies de sírfidos tienen piezas bucales cortas y no especializadas y tienden a visitar flores abiertas, amplias, con néctar fácilmente accesible.

## Guías de identificación

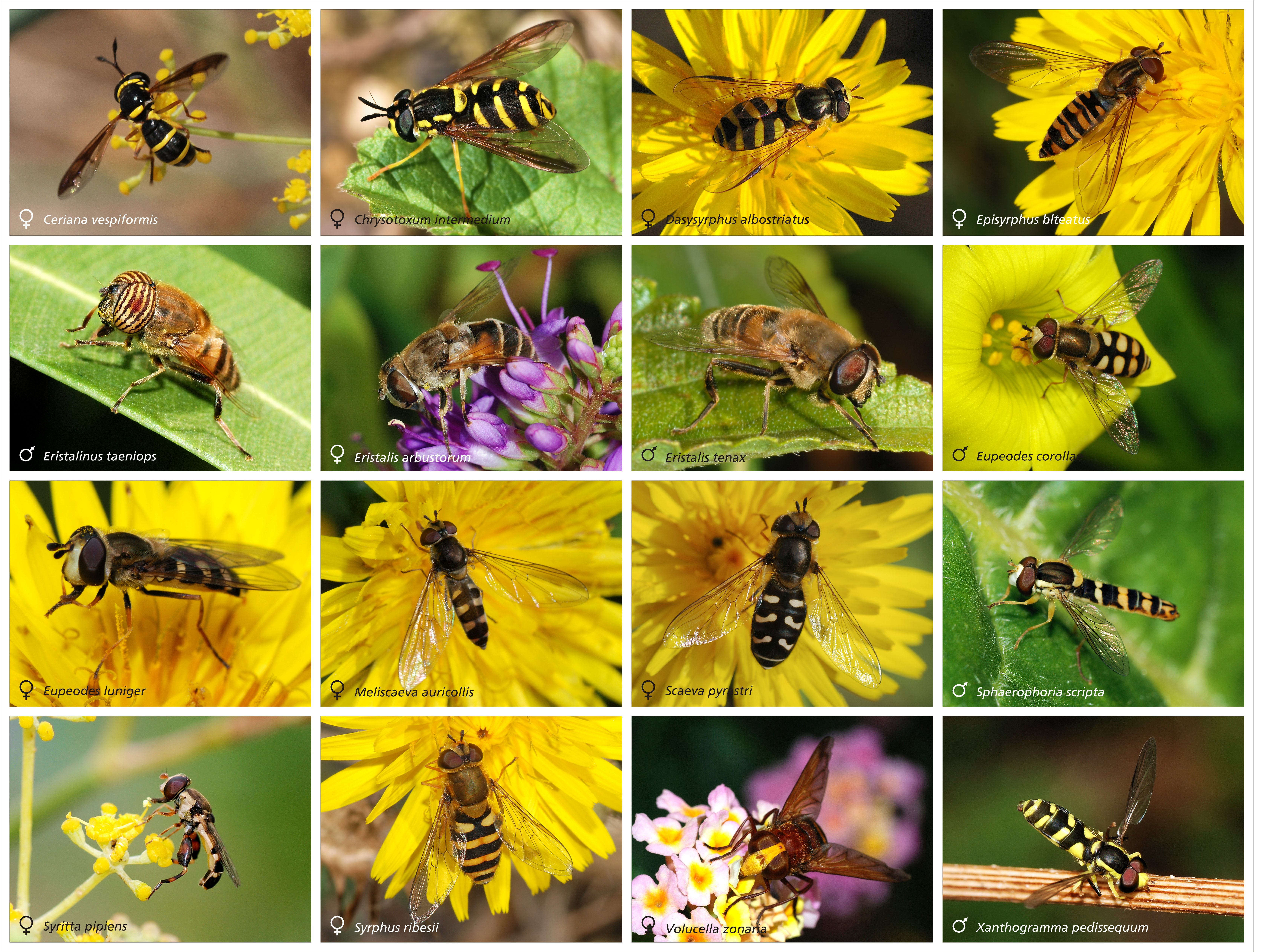
Un póster con 16 especies de sírfidos

- Stubbs, A. E. y Falk, S. J. (2002). British Hoverflies An Illustrated Identification Guide. British Entomological and Natural History Society [ISBN 1-899935-05-3]. Se describen 276 especies con claves detalladas para la identificación. Láminas a color de 190 especies. 2nd edition, pub. 2002, incluye nuevas especies británicas y cambios de nombres. También incluye especies europeas que pueden encontrarse en Inglaterra. También hay láminas en blanco y negro con información sobre los órganos sexuales (genitalia) de los géneros difíciles Cheilosia and Sphaerophoria.
- Vockeroth, J. R. «A revision of the genera of the Syrphini (Diptera: Syrphidae)» Memoirs of the Entomological Society of Canada, no. 62:1-176. Claves de subfamilias, tribus y géneros del mundo por región.

## Listas de especies
- Región paleártica occidental incluyendo a Rusia Archivado el 15 de octubre de 2005 en Wayback Machine.
- Australasia/Oceanía

## Galería

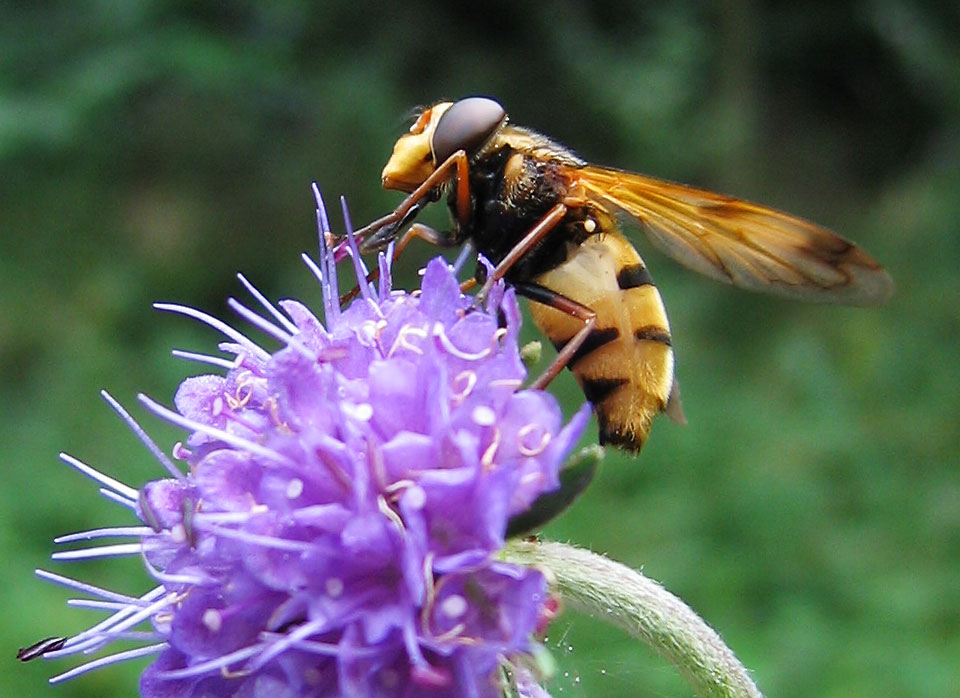
Volucella inanis
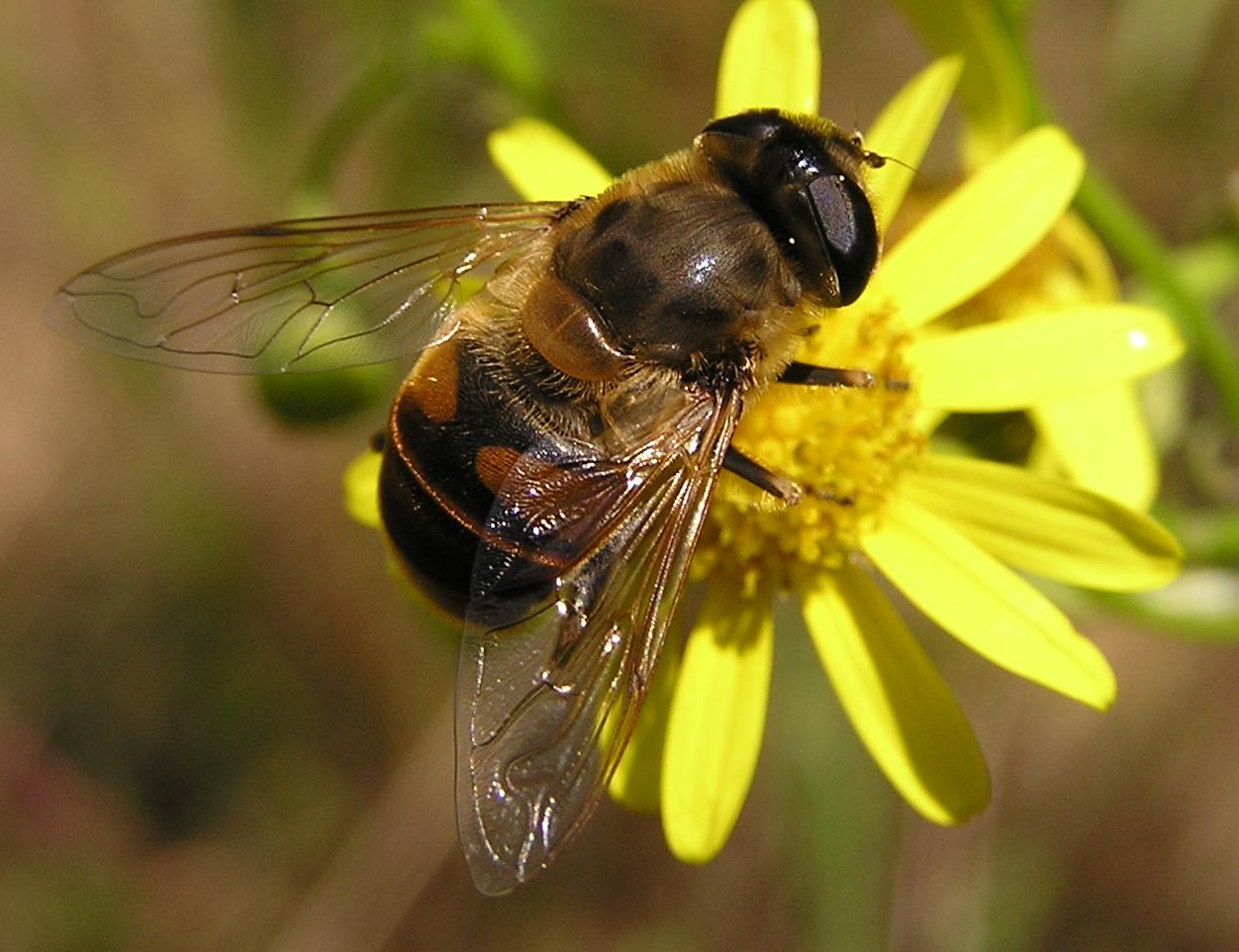
Eristalis tenax hembra
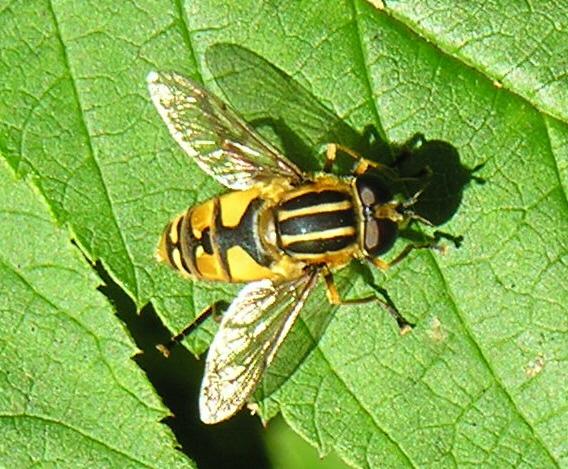
Helophilus affinis
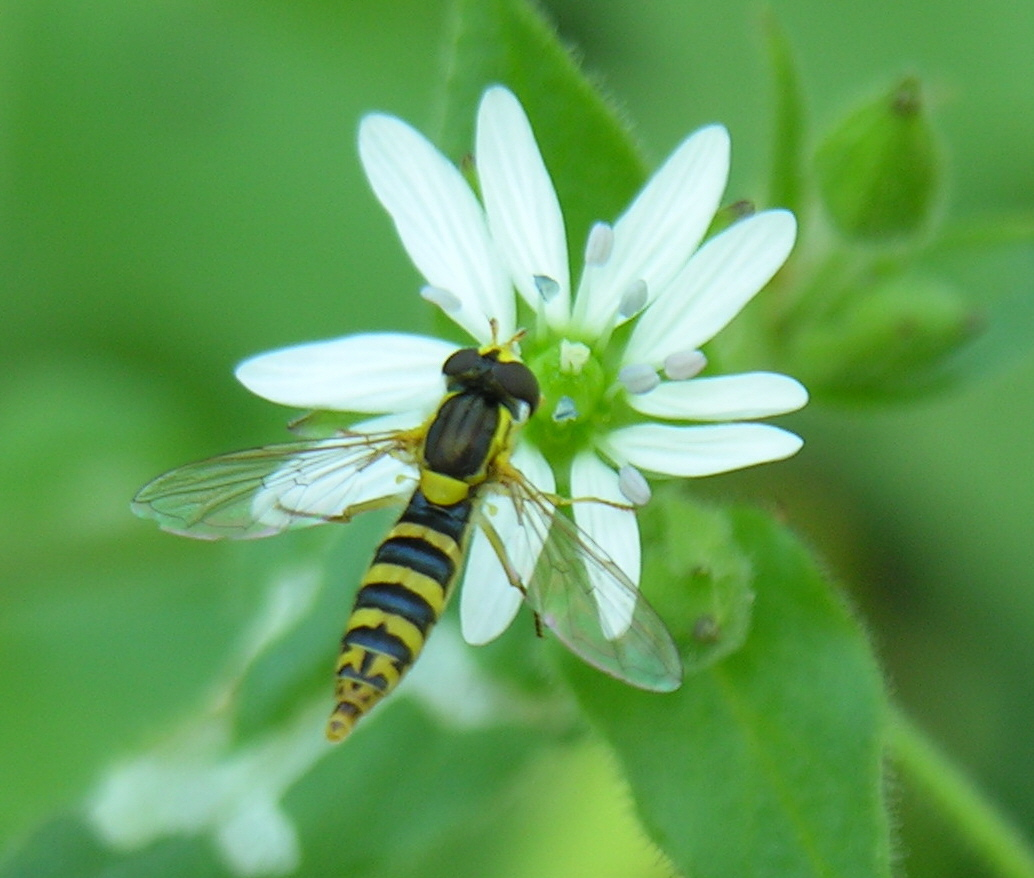
Sphaerophoria sp. hembra
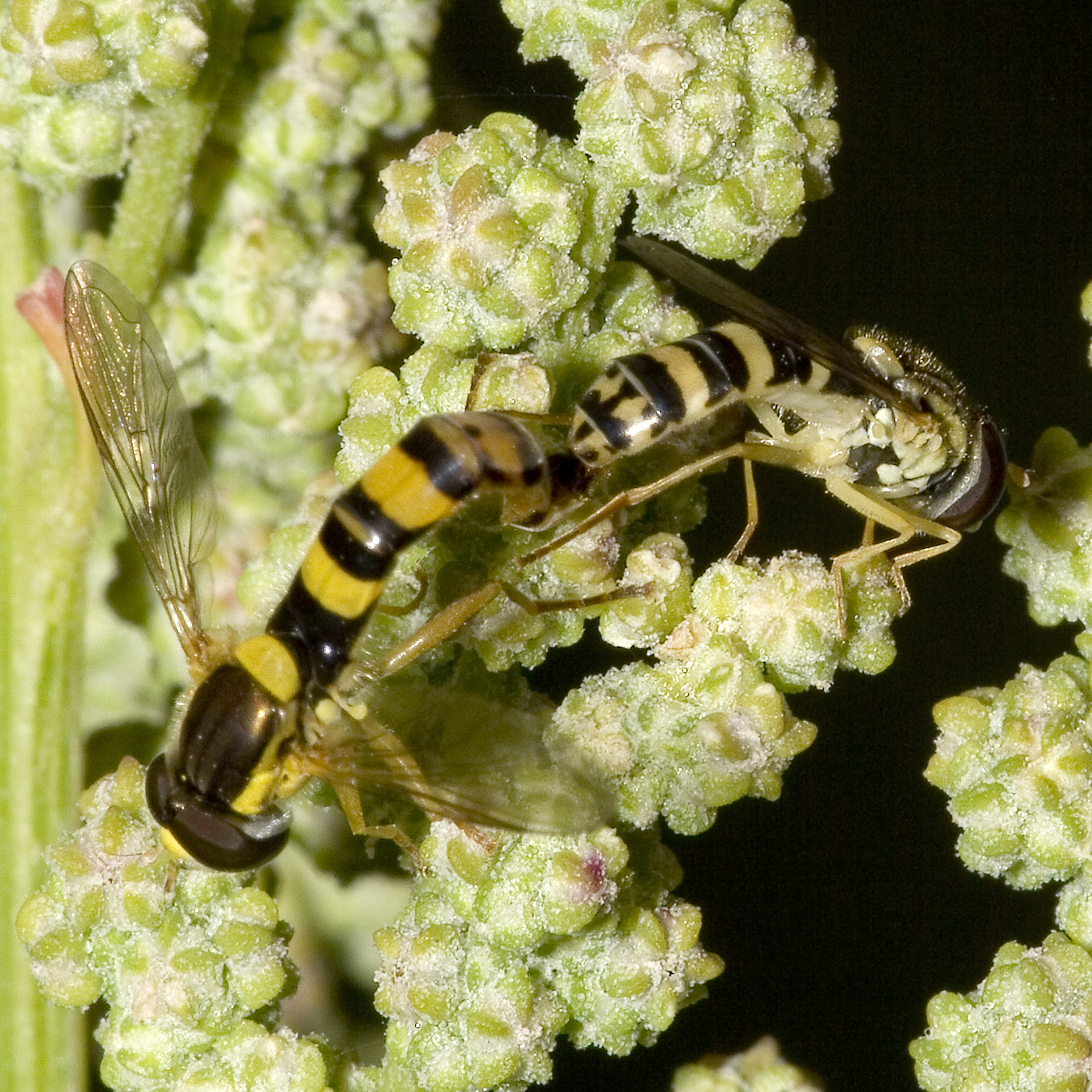
Sphaerophoria scripta
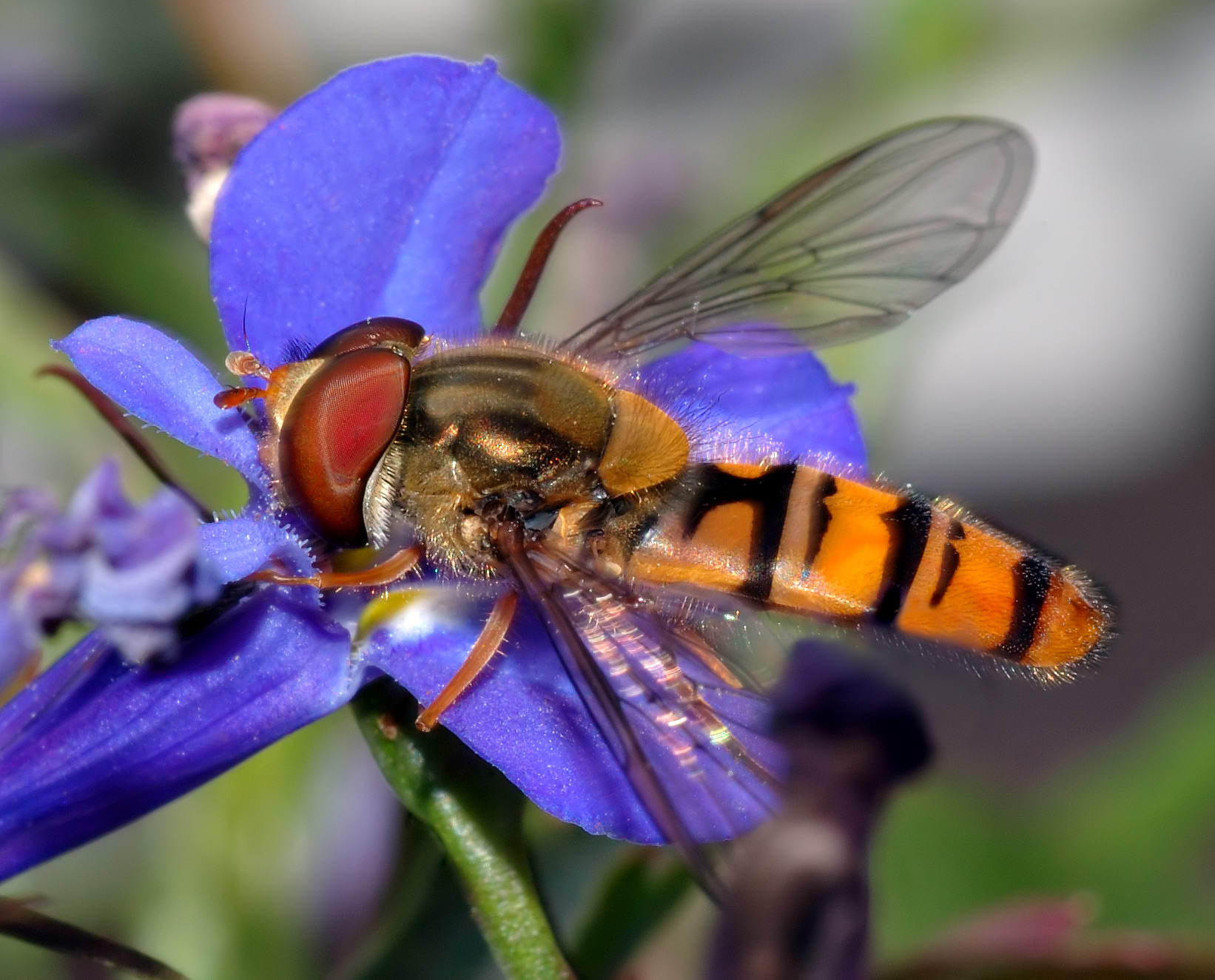
Episyrphus balteatus macho posado
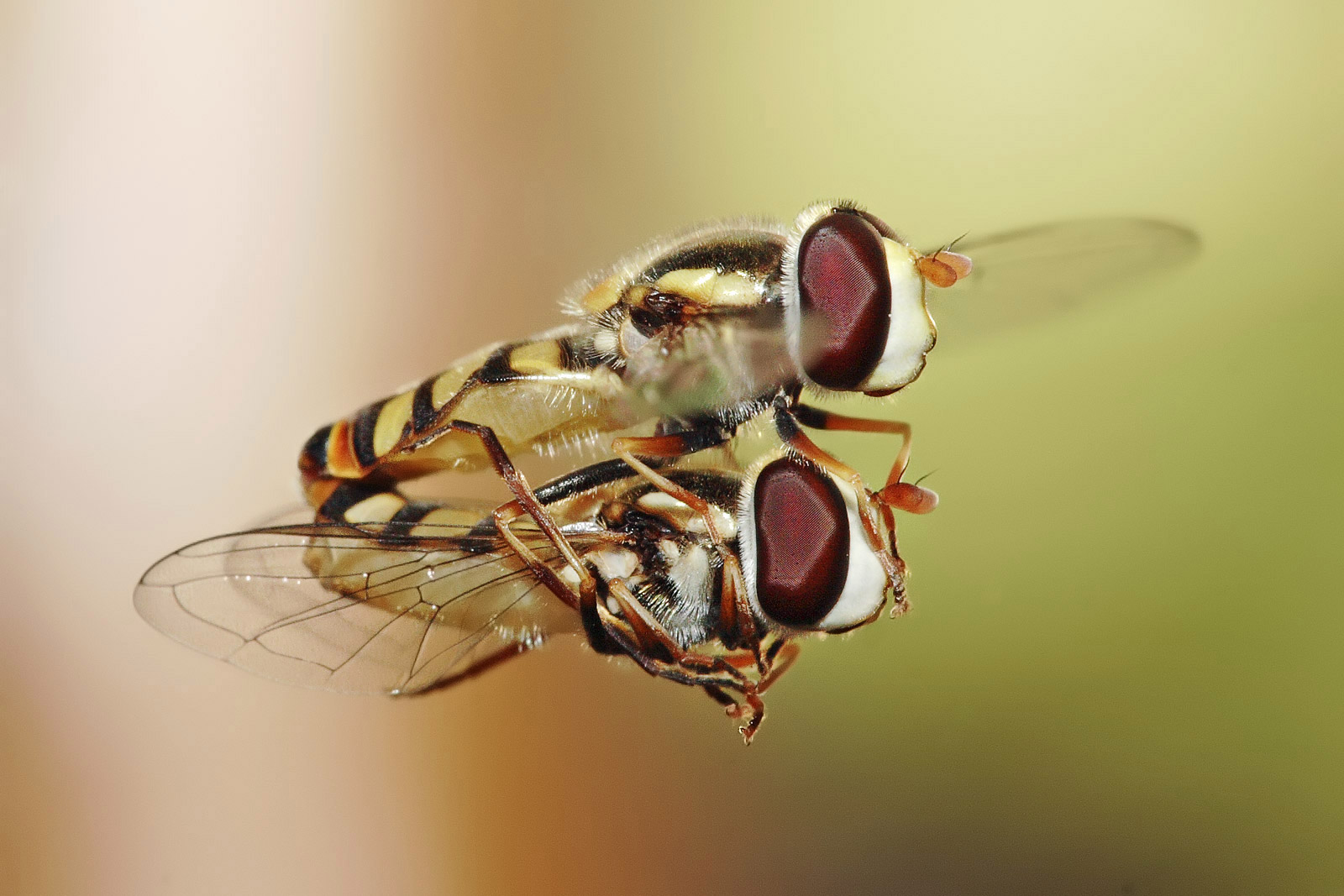
Apareamiento en el aire
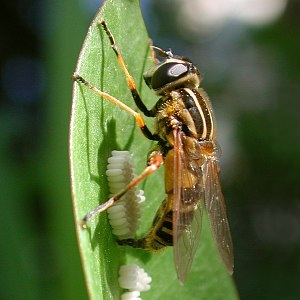
Helophilus pendulus: hembra durante la puesta
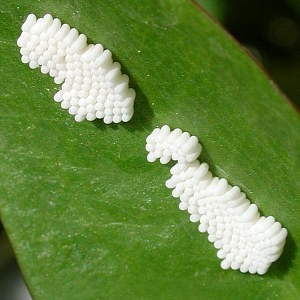
Helophilus pendulus: detalle de la puesta
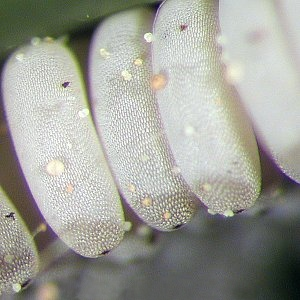
Helophilus pendulus: detalle de los huevecillos
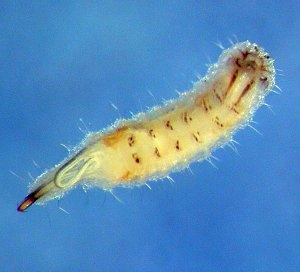
Helophilus pendulus: queresa (larva)
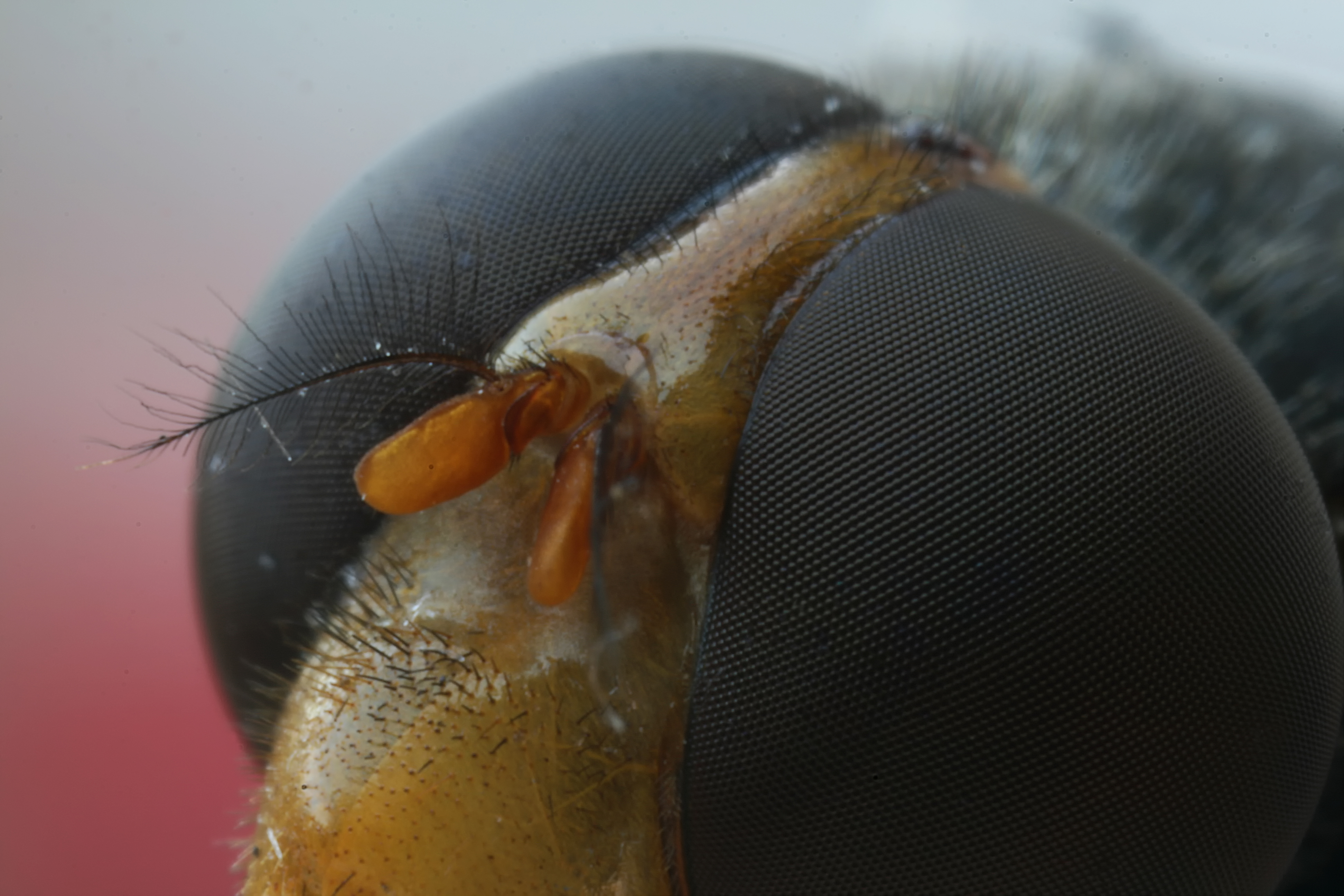
Detalle de la cara de una Volucella pellucens
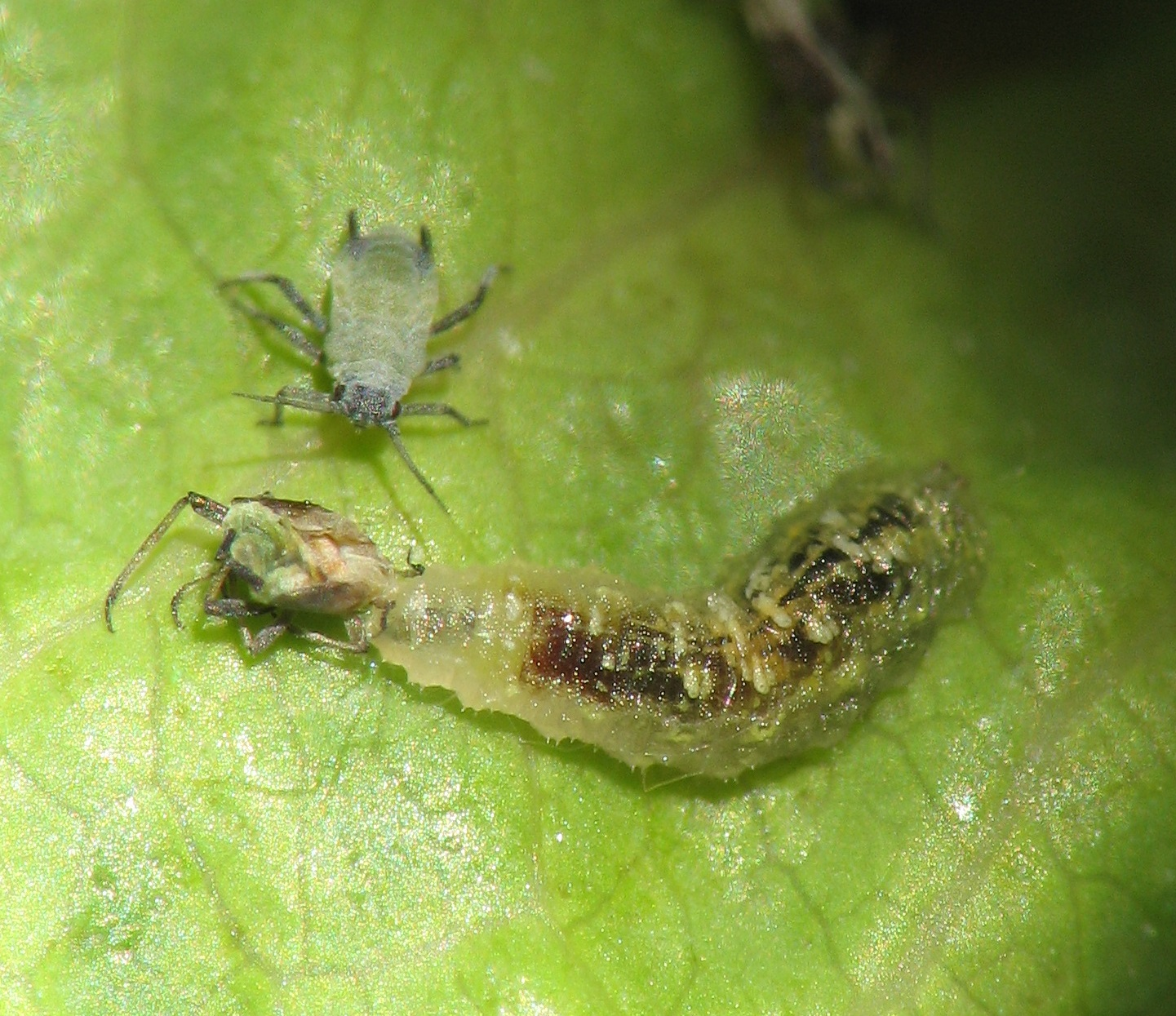
Larva de Syrphus sp. alimentándose de pulgones (Aphididae)
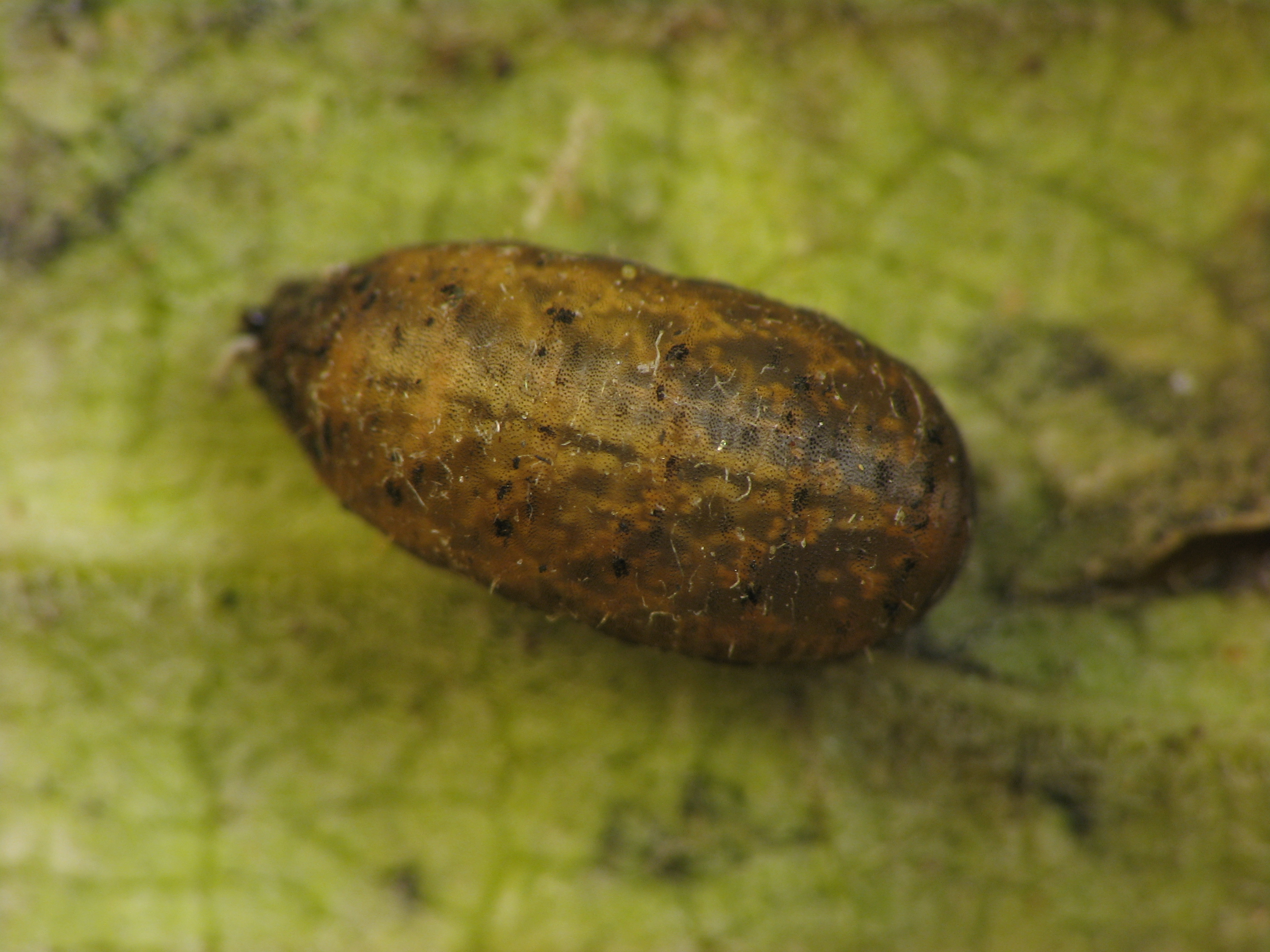
Pupario de Eupeodes americanus
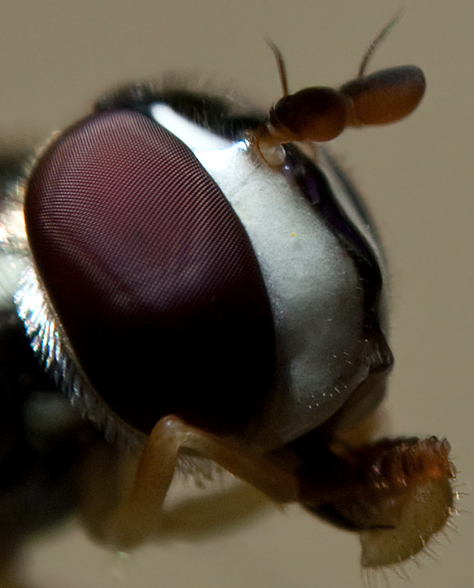
Sír''fido
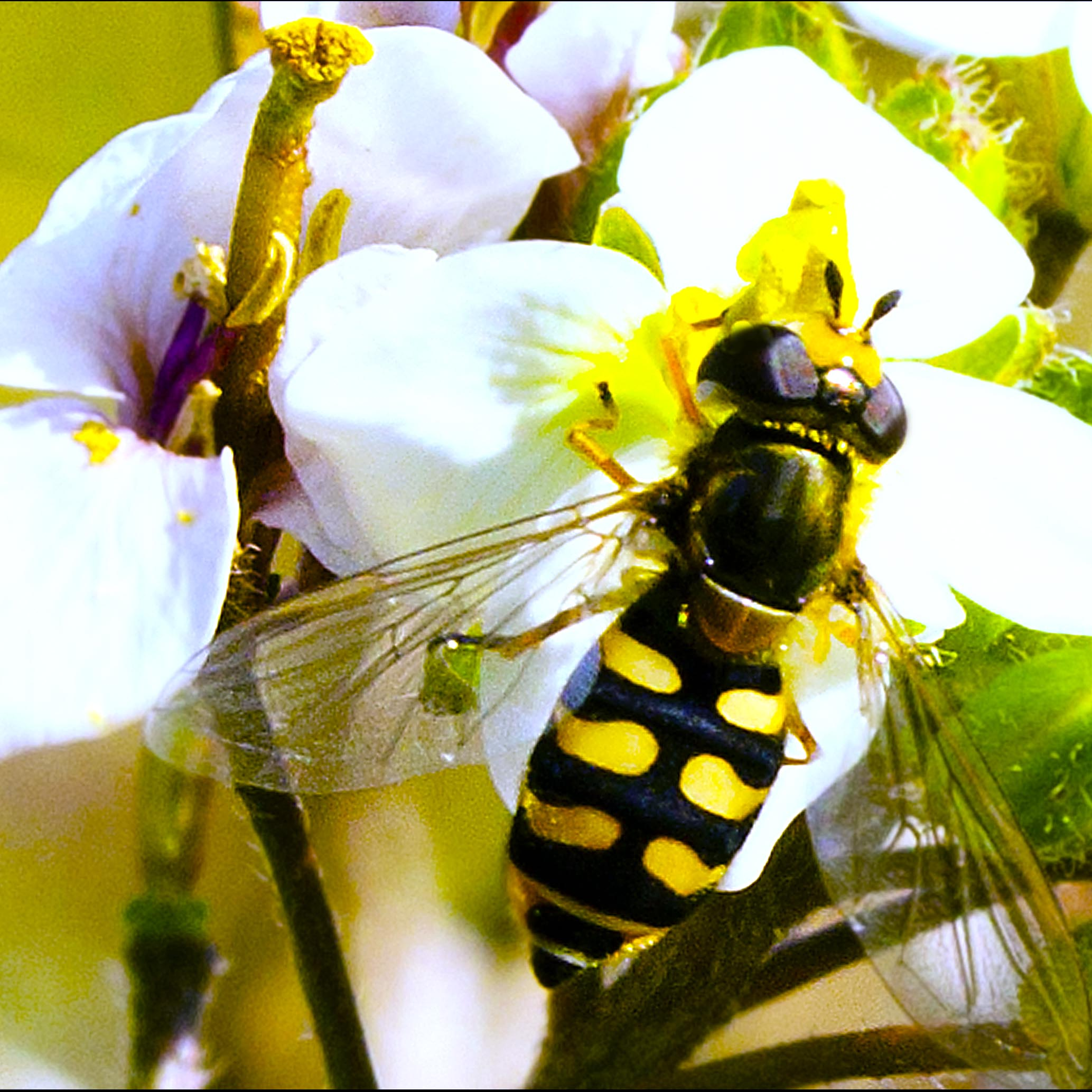
Sírfido en Gironella